# Sinema

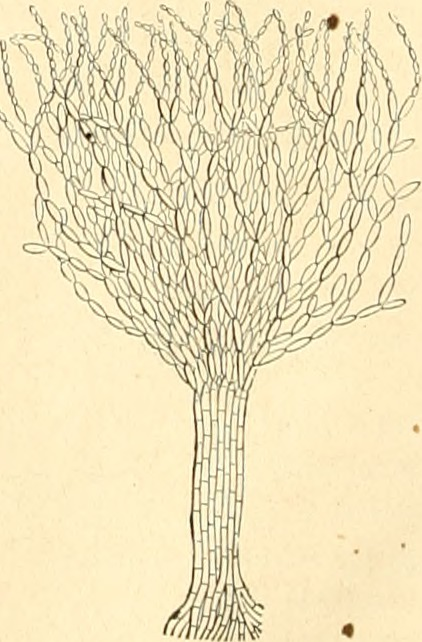
Sinema de Coremium niveum.

Se denomina sinema a una estructura erecta presente en los hongos, formada por un grupo de conidióforos, a veces fusionados, unidos normalmente por la base, y que portan en los lados y en el ápice los conidios.